# رونالدو فونسيكا
رونالدو فونسيكا هو محامي وسياسي برازيلي، ولد في 4 أبريل 1959 في فولتا ريدوندا في البرازيل. نشط حزبياً في بوديموس. وقد انتخب federal deputy of the Distrito Federal (Brazil) ‏.